# جنگ عثمانی و لهستان (۱۶۳۳–۱۶۳۴)

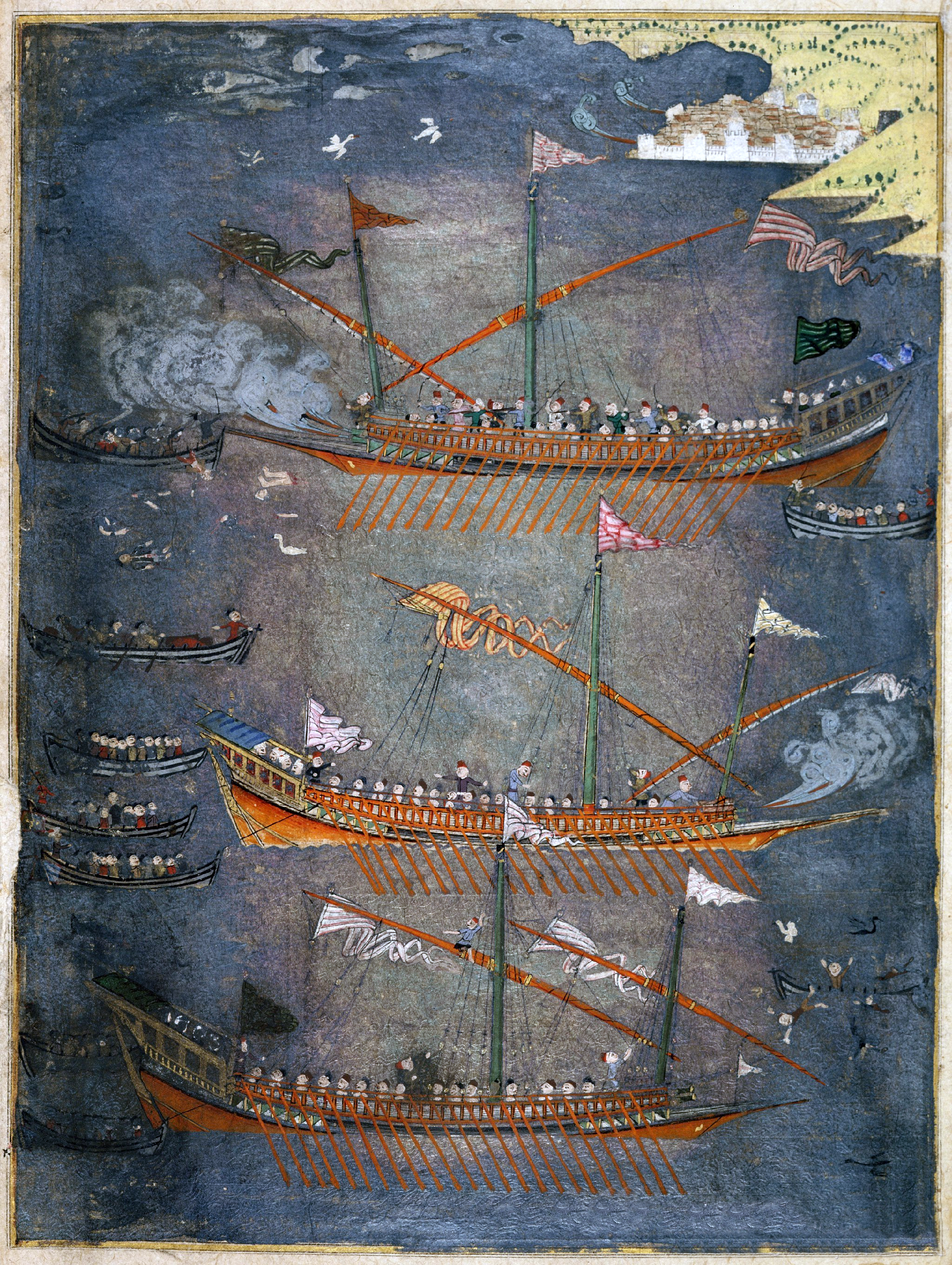
کشتی‌های لهستانی درحال حمله به نیروهای دریایی عثمانی

جنگ عثمانی و لهستان در ۱۶۳۳-۱۶۳۴ میلادی یکی از چندین برخورد نظامی میان مشترک‌المنافع لهستان-لیتوانی و امپراتوری عثمانی بود.